# Tropidema chrysocephala
Tropidema chrysocephala là một loài bọ cánh cứng trong họ Cerambycidae.